# Evangelische Kirche Attersee

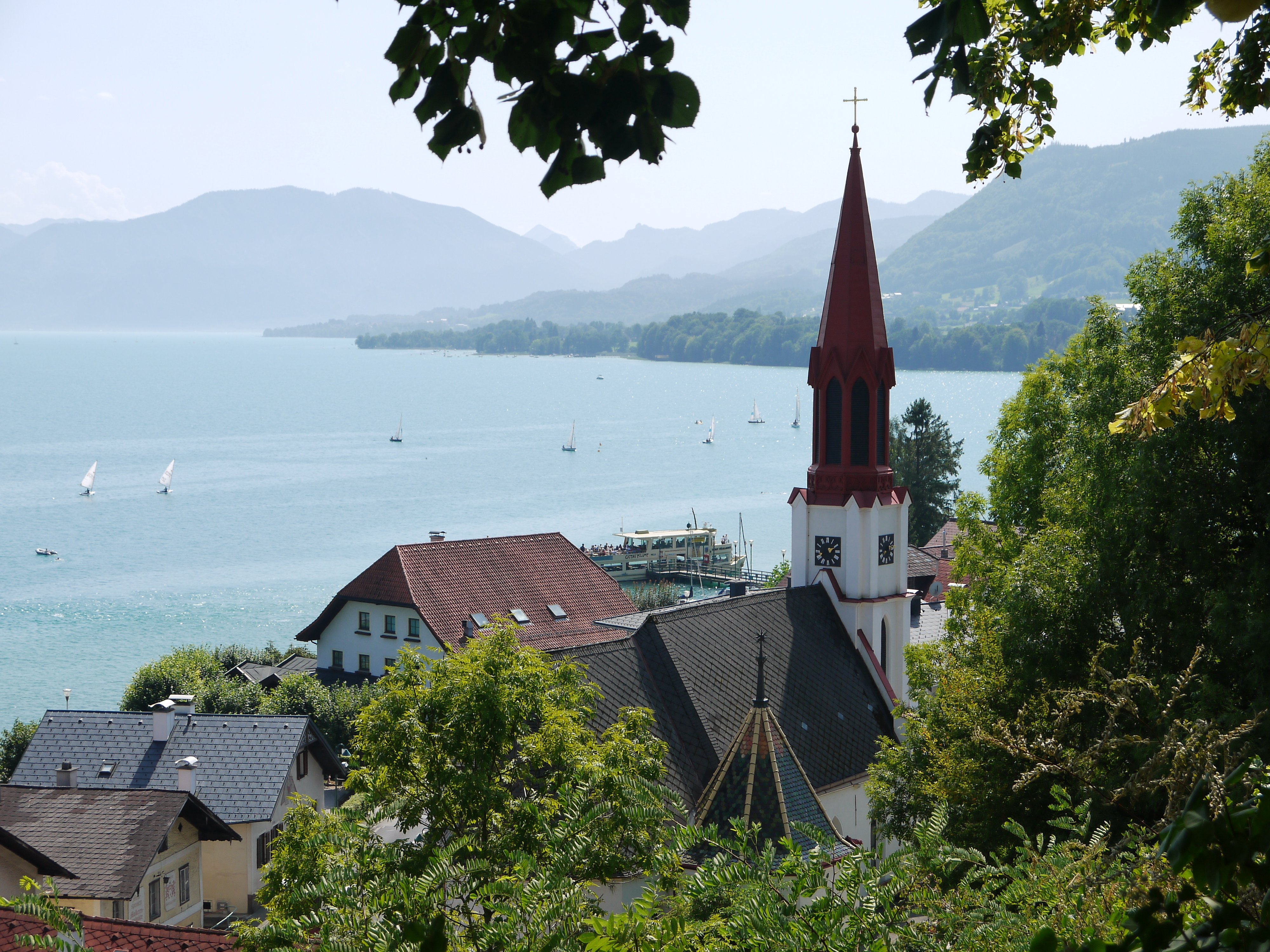
Evangelische Kirche Attersee Ansicht von Norden

Die Evangelische Kirche Attersee ist die Pfarrkirche der Evangelischen Pfarrgemeinde A.B. von Attersee am Attersee. Die spätgotische Kirche befindet sich im Ortsgebiet unweit des Seeufers an der B 151 und steht unter Denkmalschutz.

## Geschichte
Die Gründung der ursprünglich katholischen Kirche geht auf die fränkische Kolonisation im 9. Jahrhundert zurück. Der Vorgängerbau der heutigen, spätgotischen Kirche, eine romanische Saalkirche, dürfte in der zweiten Hälfte des 15. Jahrhunderts durch einen Erdrutsch zerstört worden sein. Danach wurde sie als einschiffige, spätgotische Kirche wieder aufgebaut. Sie wurde dem heiligen Martin geweiht und war bis 1813 die Pfarrkirche der katholischen Pfarrgemeinde Attersee.
Als die Toleranzpatente Kaiser Josephs II. ab dem Jahre 1781 den zuvor diskriminierten Minderheiten eine freiere Ausübung ihrer Religion ermöglichten, wurde die evangelische Pfarrgemeinde von Attersee zur Toleranzgemeinde und bemühte sich im Jahre 1805 um die Errichtung einer Filialkirche in Zell, was von den Behörden abgelehnt wurde. Als nach dem Frieden von Schönbrunn das Herzogtum Salzburg an Bayern fiel, durfte das katholische Kirchengebäude in Attersee ab etwa 1810 von den Evangelischen genutzt werden.
Nachdem der bayrische König Maximilian I. mit Gründungsurkunde vom 15. März 1813 das Evangelische Pastorat Attersee errichtet hatte, kauften die Gläubigen der Evangelischen Glaubensgemeinschaft um 480 Gulden die Kirche von der Katholischen Pfarrgemeinde, und sie wurde evangelische Pfarrkirche. Zur evangelischen Pfarrgemeinde Attersee gehören die Gemeinden Attersee, Nußdorf, Unterach, Straß, St. Georgen und Berg.
Als nach der territorialen Neuordnung ab 1815 nach dem Wiener Kongress Salzburg und das Innviertel wieder an das Kaisertum Österreich fielen, wurden die Glocken abgenommen, und es kam zwischen 1816 und 1833 zu wiederholten Versuchen der katholischen Pfarrgemeinde, die Kirche wieder in ihren Besitz zu bringen. Schließlich kam es am 30. März 1833 zu einer kaiserlichen Entschließung, wonach die Kirche von den Katholiken zurückgekauft werden müsse. Weil das aber nicht möglich war, blieb die Kirche endgültig evangelisch.
Um 1830 musste der baufällige Dachreiter abgetragen werden und wurde zunächst nicht ersetzt. Denn Toleranzgemeinden durften nur über ein Bethaus ohne Kirchturm und Glocken verfügen, das von außen nicht als Kirchengebäude erkennbar war. Erst nach der Revolution von 1848/1849 im Kaisertum Österreich erhielten die evangelischen Pfarrgemeinden das Recht auf öffentlichen Gottesdienst und Kirchen mit Türmen und Glocken.
Im Jahre 1854 wurde die Kirche erweitert, das Langhaus verlängert und der neugotische Turm in seiner jetzigen Form durch Baumeister Lukas aus St. Georgen errichtet. Ein Jahr später wurden drei Gussstahlglocken geweiht und installiert.
Im Jahre 1896 ließ die Familie Schmidt nördlich des Chores ein neugotisches Mausoleum als Familiengruft anbauen.

## Baubeschreibung

### Außen
Die Kirche ist nach Nordosten ausgerichtet. Das Langhaus und der leicht eingezogene und etwas niedrigere Chor sind mit Satteldächern gedeckt. Die schlichten Fassaden von Langhaus und Chor haben Spitzbogenfenster. Im Südwesten erhebt sich der schlanke Turm aus dem Jahre 1854. Der quadratische Turm ist durch ein Kordongesimse und Putzlisenen gegliedert, hat Spitzbogenfenster im Schallgeschoß mit darüber befindlichen Turmuhren. Darüber erhebt sich der achteckige, eingezogene, spitze Turmhelm mit einer hohen Laterne, bekrönt von Turmkugel und Kreuz.
Das nördlich des Chores angebaute, oktogonale Mausoleum mit Jugendstilornamentik hat ein Zeltdach mit einem Turmknauf und Stern.

### Innen
Das einschiffige, dreieinhalbjochige Langhaus hat ein Tonnengewölbe mit Stichkappen und Renaissance–Stuckbändern aus der Zeit um 1600.

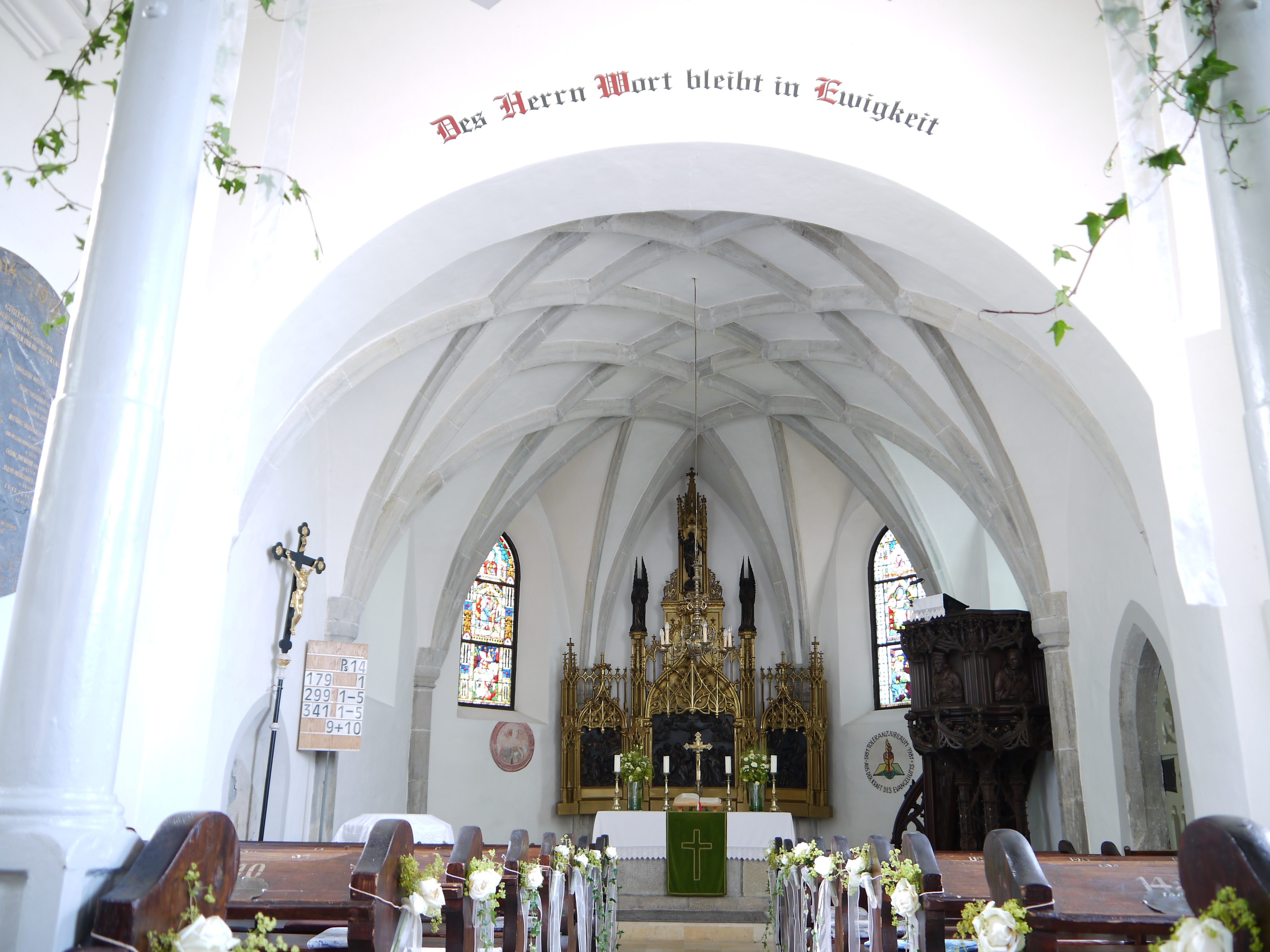
Einblick nach Nordosten

Der zweijochige Chor mit einem gedrückten Netzrippengewölbe endet in einem Dreiachtelschluss.

## Ausstattung
Die neugotische, romantische Einrichtung stammt aus dem ausgehenden 19. Jahrhundert (1894?). Der Altar ist die Kopie eines spätgotischen Flügelaltars aus Kärnten mit einem dreiteiligen Flügelaufsatz, der sich harmonisch in die neugotische Einrichtung einfügt. An der rechten Seite des Chores befindet sich eine Kopie der Pilgramkanzel aus dem Stephansdom in Wien, die einen früheren Kanzelaltar mit neugotischem Schalldeckel ersetzt, der sich direkt hinter dem Altartisch befunden hatte. Altar, Kanzel und die beiden neugotischen Glasfenster in der Apsis wurden im Jahre 1900 von der Familie Schmidt gestiftet.

### Orgel
Im Jahre 1865 wurde eine Orgel angeschafft, die ein vermutlich aus dem Jahre 1815 stammendes Instrument ersetzte. Im Jahre 1973 wurde auch dieses Instrument durch eine neue Orgel von Orgelbau Schmid aus Kaufbeuren ersetzt. Das Instrument verfügt über 14 Register, die auf zwei Manuale und Pedal verteilt sind. Die Register des Hauptwerks sind im linken Rückpositiv, die des Pedals im rechten Rückpositiv untergebracht.
| I Rückpositiv C–g3 |        |
| Gedackt            | 8′     |
| Rohrquintade       | 4′     |
| Principal          | 2′     |
| Terz               | 1 3⁄5′ |
| Oktav              | 1′     |

| II Hauptwerk C–g3 |       |
| Spitzflöte        | 8′    |
| Prinzipal         | 4′    |
| Nasat             | 2 ⁄3′ |
| Schwiegel         | 2′    |
| Mixtur III–IV     | 1 ⁄3′ |

| Pedal C–f1  |     |
| Subbass     | 16′ |
| Gedacktbass | 8′  |
| Rohrpfeife  | 4′  |
| Pommer      | 2′  |

- Koppeln: II/I, I/P, II/P

### Glocken
Die Kirche verfügt über drei Gussstahlglocken, die im Jahre 1855 vom Montankonzern „Bochumer Verein“ gegossen wurden. Die Weihe erfolgte am 18. Juli 1855. Für die Anschaffung des Geläuts musste eine kaiserliche Genehmigung eingeholt werden. Da diese Glocken für Kriegszwecke keine Verwendung fanden, blieben sie nach den beiden Weltkriegen erhalten. Sie gehören zu den ältesten Stahlglocken in Österreich und erklingen im Dur-Dreiklang auf den Tönen b1, d2 und f2.